# Eva Delambre
Eva Delambre, née en juillet 1978 en Île-de-France, est une écrivaine française, auteure de romans érotiques BDSM.

## Biographie
Diplômée en informatique, mais passionnée d'écriture, elle publie ses premiers textes sur un blog avant d'entamer la rédaction de son premier roman Devenir sienne, publié en 2013 aux éditions Tabou. Il s’agit d’un roman pour adultes qui relate le cheminement d’un couple qui découvre l’univers de la domination et de la soumission, ainsi que du sadomasochisme. Ce livre fait l’objet de nombreuses chroniques et citations sur différents blogs littéraires, ainsi que sur le site de L'Express et Mediapart
Déterminée à poursuivre l’écriture sur des thématiques sexuelles et à développer les différents aspects du BDSM, elle publie L’Esclave en 2014 (Éditions Tabou), un roman traitant de l’abnégation absolue, résolument réservé à un public averti. Suivent L’Éveil de l’ange (2015) et L’Envol de l’ange (2016), publiés aux Éditions Tabou, un récit en deux tomes qui s’adresse davantage à un public plus large, dans un souhait de démystifier le BDSM.
En 2016, Eva Delambre publie son 5e roman intitulé Marquée au fer. Elle y aborde les relations sadomasochistes au travers de personnages fictifs, mais inspirés de ses rencontres avec les pratiquants les plus extrêmes du BDSM. Ce roman est réservé à un public très averti.
Abnégation, publié en 2017 aux Éditions Tabou reste dans la même lignée que ses précédents romans. Il met en avant les relations particulières et complexes d'un couple ayant fait le choix d'une relation purement Maître/Soumise.
Dans Turbulences, publié aux Éditions Tabou, en octobre 2019, l'univers BDSM est relaté sous un angle plus large avec plusieurs personnages et différentes façons de concevoir ce genre de relation.

## Œuvres
- 2013 : Devenir sienne (Éditions Tabou)
- 2014 : L’Esclave (Éditions Tabou)
- 2015 : L'Éveil de l'ange (Éditions Tabou)
- 2016 : L’Envol de l'ange (Éditions Tabou)
- 2017 : Marquée au fer (Éditions Tabou)
- 2018 : Abnégation (Éditions Tabou)
- 2019 : Turbulences (Éditions Tabou)
- 2020 : Evidence (Editions Tabou)
- 2021 : Parfums d'Elles (Editions Tabou)
- 2022 : Plurielles (Editions Tabou)

## Interviews et critiques
- 2013 : Article sur le site www.lexpress.fr : Devenir sienne : Un cocktail réussi de brutalité et de tendresse excitantes[2].